# أبراج نايل سيتي
أبراج نايل سيتي هي مجموعة من 3 أبراج من أطول مباني القاهرة، تقع علي ضفاف النيل في حي بولاق، وتتكون من:
- برج نايل سيتي الجنوبي 142 م، 34 طابق
- برج نايل سيتى الشمالى 142 م، 34 طابق
- فندق فيرمونت القاهرة 100 م 25 طابق

تضم أبراج نايل سيتى 8 من أفضل دور العرض السينمائى بمصر، ومقار لعشرات الشركات العالمية منها المجموعة المالية هيرميس، وشركات بروكتر آند جامبل وموبينيل وأوراسكوم تيليكوم وغيرها، الطراز المعماري لأبراج نايل سيتي، هو من تصميم «أتيليه الفن الحضرى» وهى شركة بلجيكية تأسست في 1979م، وغيرت اسمها مؤخرا إلى «فيجين للتصميم المعمارى»، تفخر بمبانيها الشاهقة في إسطنبول وبروكسل وجزر سيشل.
ضم أبراج نايل سيتى 8 من أفضل دور العرض السينمائى بمصر، ومقار لعشرات الشركات العالمية منها المجموعة المالية هيرميس، وشركات بروكتر آند جامبل وموبينيل وأوراسكوم تيليكوم وغيرها، إضافة إلى فندق فيرمونت الشهير الذي يضم 552 غرفة موزعة على 25 طابقا. الطراز المعماري لأبراج نايل سيتي، المعروف باسم «أبراج ساويرس» هو من تصميم «أتيليه الفن الحضرى» وهى شركة بلجيكية تأسست في 1979م. يضم المبنى داخله ما يزيد على 20 ألف نقطة تحكم إلكترونى لكل مرافق المبنى من تكييف مركزى وإضاءة وكهرباء وغيرها، طبقا لأحد المهندسين الذين شاركوا في تصميمه، وهو ما يجعله أحد أكثر المبانى التي تبنت تكنولوجيا «أتمتة المبانى» في مصر، أي القدرة على التحكم في المبنى بشكل كامل من خلال الكمبيوتر.